# Elymus calderi
Elymus calderi là một loài thực vật có hoa trong họ Hòa thảo. Loài này được Barkworth mô tả khoa học đầu tiên năm 1987.